# توم فاريس
توم فاريس (بالإنجليزية: Tom Farris)‏ هو لاعب كرة قدم أمريكية أمريكي، ولد في 16 سبتمبر 1920 في كاسبر في الولايات المتحدة، وتوفي في 16 نوفمبر 2002 في سيتروس هيايتس في الولايات المتحدة.